# Dinteville
Dinteville ist eine französische Gemeinde mit 66 Einwohnern (Stand 1. Januar 2022) im Département Haute-Marne in der Region Grand Est. Sie gehört zum Arrondissement Chaumont und zum Kanton Châteauvillain.

## Geografie
Die Gemeinde Dinteville liegt an der oberen Aube, 29 Kilometer westsüdwestlich von Chaumont.

## Bevölkerungsentwicklung
| Jahr      | 1962 | 1968 | 1975 | 1982 | 1990 | 1999 | 2008 | 2019 |
| Einwohner | 92   | 95   | 78   | 80   | 76   | 64   | 59   | 60   |

## Sehenswürdigkeiten
- Schloss Dinteville (16. Jahrhundert)

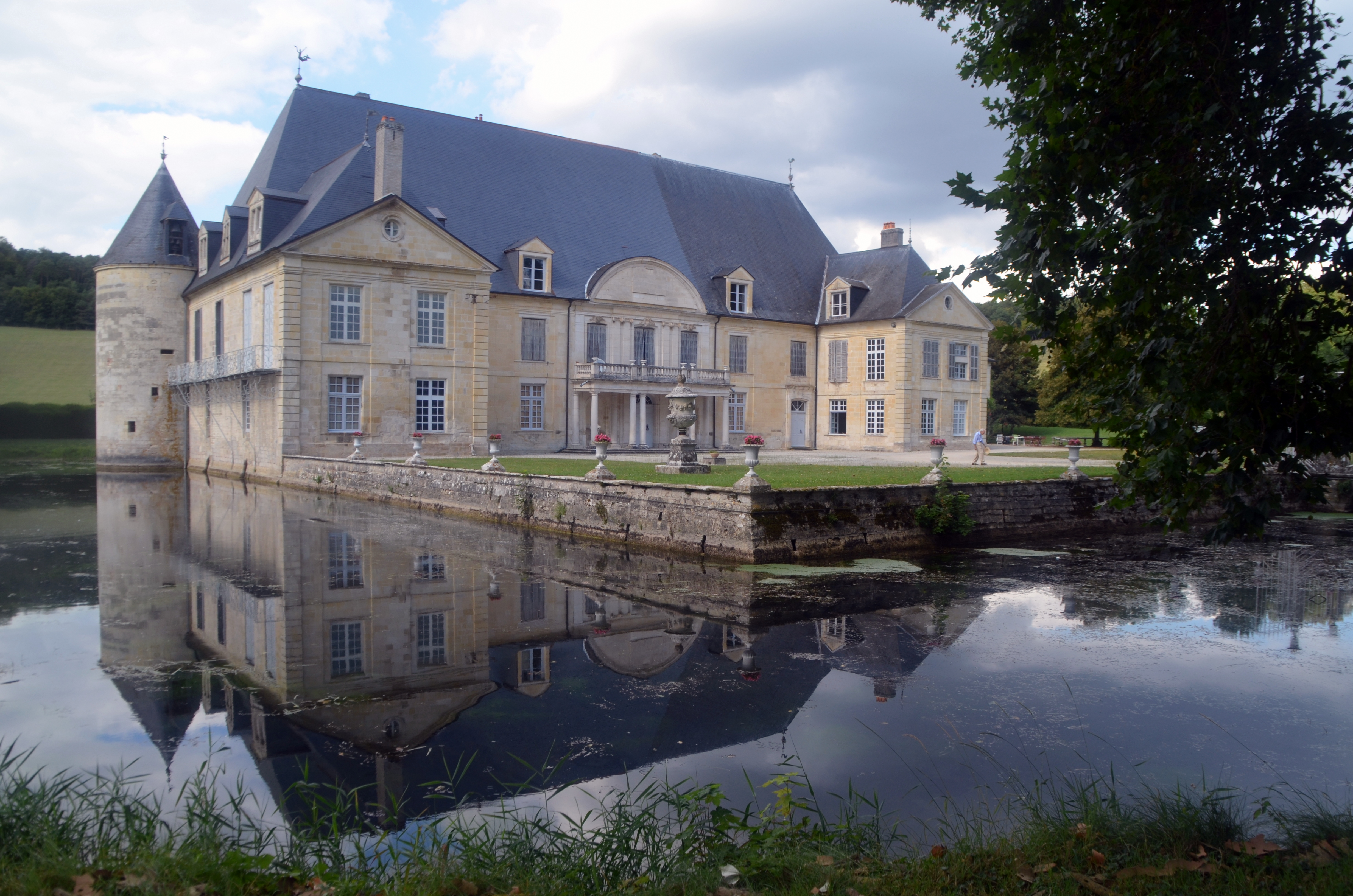
Schloss Dinteville